# L'Univers historique
L'Univers historique est une collection de livres d'histoire publiée depuis 1970 par les éditions du Seuil. Fondée par Jacques Julliard et Michel Winock, elle a pour conseiller éditorial Patrick Boucheron.
Il s'agit d'une des collections françaises de livres d'histoire les plus prestigieuses.

## Historique
Les éditions du Seuil sont créées peu avant la Seconde Guerre mondiale, en 1935, par un groupe d'inspiration catholique réuni autour de l'abbé Plaquevent. Après cette guerre, la maison d'édition joue un rôle important dans la publication d'essais de sciences humaines et sociales. Certains succès éditoriaux (tels Don Camillo, Le Guépard, Le Petit Livre rouge) ayant permis de financer les parutions d'essais. Située au cœur du quartier de Saint-Germain-des-Près, la maison est, en effet, au carrefour du renouveau intellectuel français de l'après-guerre.
En parallèle, la maison d'édition publie des ouvrages allemands, les fondateurs Jean Bardet et Paul Flamand, s'engageant en faveur du rapprochement franco-allemand et de la construction européenne et des textes qui prônent la décolonisation (Frantz Fanon, Édouard Glissant, etc.).
Dans les années 1960, l'éditeur confirme son ouverture vers les sciences humaines et sociales avec des collections comme « l'Histoire Immédiate » (1961), « Tel Quel » (1963), « Champ freudien » (1964), « L'Ordre philosophique » (1966) et « Science ouverte » (1966). C'est dans ce contexte que la collection « l'Univers historique » est créée.
En 1971, le Seuil crée avec Michel Winock la collection Points histoire.
L'historien Gérard Noiriel explique que « le lancement du projet a eu lieu dans une conjoncture extrêmement favorable, au cours de laquelle la plupart des éditeurs français ont créé de nouvelles collections d'histoire et de sciences humaines ou profondément remanié les anciennes ». On peut effectivement citer la collection « Bibliothèque des histoires » de Gallimard, fondée en 1971 par Pierre Nora. Noiriel justifie ce climat favorable avec l'élévation générale des niveaux de revenus et la massification de l'enseignement secondaire et supérieur qui augmente le lectorat potentiel de ce type de collection. En parallèle, de nombreux postes de professeurs d'université sont créés et des institutions nouvelles se sont développées (comme le CNRS). Les historiens ont alors accès des moyens financiers plus importants qui leur permet de consacrer plus de temps à leurs travaux et donc de proposer davantage de manuscrit à la publication.

## Présentation
Le premier livre de la collection a été publié à la fin de l'année 1970, il s'agit de Les slaves : histoire et civilisation, de l'Antiquité aux débuts de l'époque contemporaine de Francis Dvornik, ecclésiastique tchécoslovaque et grand professeur d'études byzantines à l'université Harvard. Dès ses premières années, la collection a forgé sa réputation de grande collection d'histoire en publiant des auteurs appartenant aux institutions les plus prestigieuses de ce champ académique français : Institut universitaire, Collège de France, Sorbonne, etc. De plus, la collection ne publie pas d'historien non professionnel. Il s'agit donc d'une collection à vocation scientifique. Toutefois, certains ouvrages sont des manuels et très peu de thèses sont publiées (et systématiquement très remaniées).